# Galeon (webbläsare)

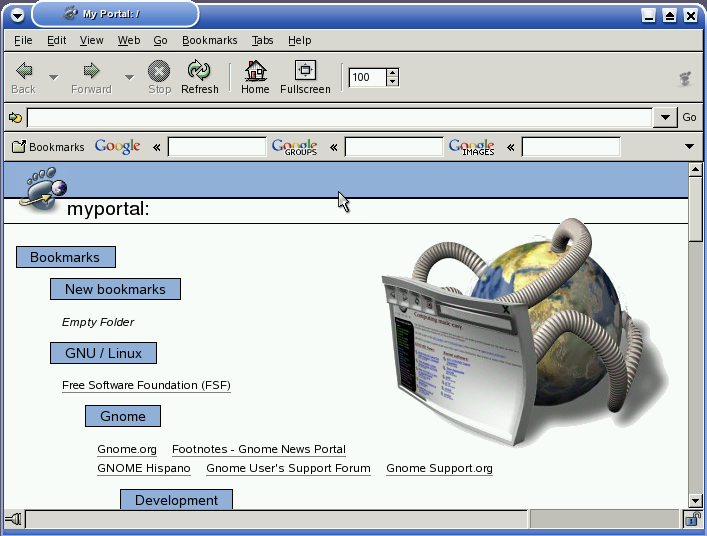
Galeon screenshot

Galeon är en nedlagd webbläsare som fungerar med skrivbordssystemet GNOME. Galeon använder öppen källkod. Galeon använder Mozillas Gecko (renderingsmotor).  